# Poppitz (Riesa)
Poppitz ist ein Ortsteil der sächsischen Stadt Riesa im Landkreis Meißen.

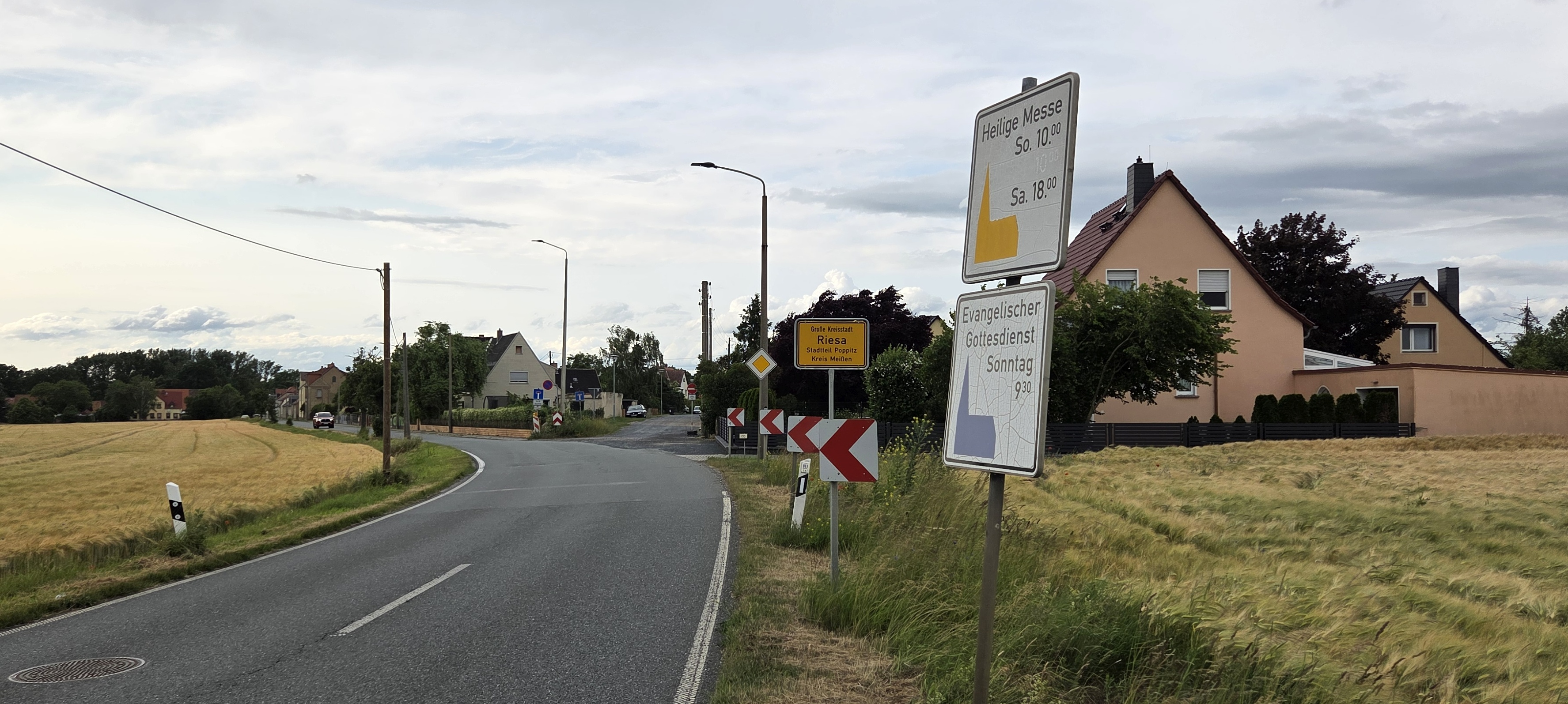
Ortseingang Poppitz aus Richtung Heyda

## Geografie
Der Ort liegt südlich von Riesa, östlich von Mergendorf, westlich von Leutewitz und Göhlis und nördlich von Heyda. Durch den Ort verläuft die Staatsstraße S 87. Poppitz liegt am Südrand der Aue der Jahna, die nordöstlich des Ortes in die Elbe mündet. Der Ort war ursprünglich ein Gassendorf mit Gewannflur und hatte um 1900 eine Größe von 389 Hektar. Östlich von Poppitz zieht sich der Burgberg in südöstlicher Richtung nach Leutewitz hin. Er besteht aus pleistozänen Kiesen und Sanden mit einer sehr dünnen Sandlößdecke darüber. Der steilere Hang fällt nach Nordosten ab und ist mit Wald bedeckt.

## Geschichte
Poppitz wurde 1214 zum ersten Mal als Popuwicz erwähnt. Der Name war mehrmaligen Änderungen unterzogen, so wurde der Ort im Jahr 1234 Popuwiz genannt, 1296 Popewiz, 1311 Babitz, 1334 Popewicz, 1378 Poppewitz, 1445 Poppewitz ,1543 Popitz  ,1547 Poppitz , 1791 Poppitz  und Poppitz b. Riesa im Jahr 1875. Der Name des Gassendorf bedeutet, dass hier die dem Priester oder Pfarrer unterstellten Leute wohnten.
Funde deuten darauf hin, dass der Ort schon viel früher bewohnt war. In der alten Ortslage wurde ein Kugeltopf aus der frühdeutschen Besiedlung im 12./13. Jahrhundert gefunden. Dieser enthielt einen Münzschatz aus je 95 ganzen und halben Brakteaten und einem Gußkuchen aus Silber. Bedeutend älter ist der vom Südrand des Ortes stammende Grabfund der frühen bronzezeitlichen Aunjetitzer Kultur, südlich davon an der Straßengabel westlich von der Höhe von 107,7 Metern liegt ein Friedhof der Lausitzer Kultur. Am Ostausgang des Ortes wurden zahlreiche Funde gemacht, die auf eine Siedlung der jungsteinzeitlichen Bandkeramik und der frühen Eisenzeit hinwiesen. Auf eine intensive Besiedlung während der Bronzezeit und der slawischen Periode deuten Funde auf dem Burgberg, im Volksmund Burgser oder Burgsberg genannt, hin. 
Die frühere Einteilung in Beete und das Vorkommen von Flurnamen wie die Lake oder der Laggengraben deuten auf früheren flämischen Einfluss hin, möglicherweise waren die Kolonisten Flamen.
Das Dorf gehörte ursprünglich zum Kloster Riesa. 1334 wurde es von der Supanie Riesa verwaltet und ab 1378 vom Castrum Meißen, Poppitz zinst dem Markgrafen. Nach der Reformation kommt der Ort zum Rittergut Riesa. Das Gericht gehört erst zum Kloster Riesa, dann zum Rittergut.
Das Klosterdorf zahlt 1214 1 Scheffel Getreide Dezem an den Meißner Probst, am 26. Januar 1296 Rudegerus de Cytin (Zeithain), Misn. eccl. perpet. vicarius verkauft dem Kloster 0,5 Mark Jahreszinsen in villa P. 1311 gehören dem Stift Meißen Zinsen in Poppitz. 1547 hatte das Amt Lommatzsch einige Geldzinsen und Getreidegeschoß. 1233 bestand der Ort aus 27 Hufen Land und einer Mühle, 1547 24 Hufen Land und 21 Mann, 1554 geben 21 Mann 4 Schock Geld und 48 Groschen zu Walpurgis, 6 Schock 46 Groschen an Michaelis und zusätzlich 16 Scheffel Korn, 19 Gänse, 48 alte Hühner, 5 Schock 18 Eier. 1666 gab es 47 Steuerzahler in Poppitz, im Jahr 1681 hatten 8 Anspänner wenig Vermögen, viel Kirchen- und andere Schulden auf sich, 1 Mann hat 3 Hufen Land, 2 Mann 2,5 Hufen, 5 Mann haben zwei Hufen, Halbhüfner und Hofedrescher zusammen 11 Mann. Zwei Hüfner, 9 Halbhüfner mit zusammen 6,5 Hufen Land, Gärtner und Hofedrescher 4 Mann, 3 Gärtner und 1 Häusler zusammen 24,5 Hufen und 65 Personen. Im Jahr 1721 gibt es 28 Nummern in Poppitz, 1 Dreihüfner, 2 Zweieinhalbhüfner, 5 Zweihüfner, 2 Hüfner, 9 Halbhüfner, 4 Gärtner, 4 Häusler (erbaut 1702, 13, 15, 16) und eine wüste Baustatt. Im Jahr 1840 bestand Poppitz aus 35 Häusern mit 190 Einwohnern.
Ab 1547 wurde Poppitz vom Erbamt Meißen verwaltet, ebenso 1764 und 1816.
Die Mühle wurde im August 1233 zum ersten Mal erwähnt. 1586 verkauft Andres Seidel seine Mühle seinem Sohn Paul. Im Jahr 1601 übernimmt Balthasar Bendir für 1500 Gulden die Mühle und 0,5 Hufen. 1721 übernahm Jan Greuzsch, dann Peter Moriz und später Hans George Greuzsch Mühle und 1 Hufen Land. Ab dem 19. Jahrhundert war die Mühle mit einer Bäckerei verbunden. Seit der Stilllegung 1968 diente sie als Wohnhaus, der Freien Deutschen Jugend, für Arztsprechstunden und als Veteranentreffpunkt.
Ab 1555 war Poppitz nach Riesa gepfarrt, dies hat sich bisher nicht geändert. Im Jahr 1925 waren 681 Einwohner von Poppitz evangelisch-lutherisch, 26 Einwohner waren katholisch und 43 Einwohner gehörten anderen Konfessionen an. Schulisch gingen die Kinder bis 1837 nach Riesa, danach nach Mergendorf, mit dem 1837 ein Schulverband gegründet wurde. Durch die Sächsische Landgemeindeordnung von 1838 erhielt das Dorf Eigenständigkeit als Landgemeinde.
Ab 1843 wurde Poppitz vom Amt Meißen verwaltet, 1856 vom Gerichtsamt Riesa und ab 1875 von der Amtshauptmannschaft Großenhain. Nach dem Ersten Weltkrieg entwickelte sich das Bauerndorf Poppitz ab den 1920er Jahren zu einer ausgesprochenen Wohnsiedlung mit Ein- und Mehrfamilienhäusern. Ein großer Teil der Dorfbewohner arbeitete in den Fabriken und in der Verwaltung der Stadt Riesa. Sachsen kam nach dem Zweiten Weltkrieg in die Sowjetische Besatzungszone und später zur DDR. Nach den Gebietsreform 1952 wurde Poppitz dem Kreis Riesa im Bezirk Dresden zugeordnet. Am 1. Juli 1950 wurde der Ort nach Riesa eingemeindet.
4 Bauernwirtschaften und die Bauern eines Betriebes gründeten am 7. Juli 1954 die LPG Typ III Lilli Wächter. Sie verfügte 1960 über 280 Hektar Land durch den Anschluss weiterer Anwesen und eines GartenBaubetriebes. Für den Viehbestand wurde ein großer Stall in Poppitz gebaut. 1960 schlossen sich die übrigen Einzelbauern zu einer LPG TYP I Einigkeit zusammen. Am 1. Januar 1972 schlossen sich die beide Genossenschaften und die LPG TYP III Altriesa zusammen zur LPG TYP III Poppitz. Die etwa 90 Mitglieder betreuten ungefähr 600 Rinder und 1000 Schweine. Die LPG benutzte alte Gebäude zweckentsprechend. Überzählige Scheunen wurden zu Schweineställen umgebaut. 1973 übernahm die pflanzliche Produktion die KAP Riesa-Göhlis auf 595 Hektar.
Nach der Deutschen Wiedervereinigung kam Poppitz zum wiedergegründeten Freistaat Sachsen. Die folgenden Gebietsreformen in Sachsen ordneten den Stadtteil 1994 dem Landkreis Riesa-Großenhain und 2008 dem Landkreis Meißen zu.

## Bevölkerungsentwicklung
| Jahr | Einwohner                                                |
| ---- | -------------------------------------------------------- |
| 1547 | 21 besessene Mann, 12 Inwohner,3 Gärtner, 24 Hufen       |
| 1552 | 21 besessene Mann, 12 Inwohner,3 Gärtner, 24 Hufen       |
| 1764 | 25 besessene Mann, 7 Häusler, 25 Hufen je 24–30 Scheffel |
| 1834 | 207                                                      |
| 1871 | 254                                                      |
| 1890 | 452                                                      |

| Jahr | Einwohner |
| ---- | --------- |
| 1910 | 774       |
| 1925 | 750       |
| 1933 | 821       |
| 1939 | 890       |
| 1946 | 1036      |
| 1950 | → Riesa   |

## Persönlichkeiten
- Gernot Weser (1938–2015), Motorradrennfahrer